# Teresa Lorca
Teresa Lorca (Séville, 25 mai 1943 ou 1947) est une actrice et danseuse espagnole. 

## Filmographie
- 1965 : Le Trésor des Aztèques
- 1965 : La Pyramide du dieu Soleil